# Kościół św. Wita, św. Modesta i św. Krescencji w Nasiechowicach
Kościół św. Wita, św. Modesta i św. Krescencji w Nasiechowicach – kościół znajdujący się w województwie małopolskim, w powiecie miechowskim, w gminie Miechów, w Nasiechowicach.
Kościół wraz z dzwonnicą wpisany został do rejestru zabytków nieruchomych województwa małopolskiego.

## Historia
Kościół murowany, orientowany, wybudowany na początku XIV wieku.
W 1791 roku budynek był w złym stanie i około 1798 ks. Trąbski przeprowadził jego remont .
W 1810 roku ksiądz Stanisław Korkoszyński, próbował odrestaurować kościół i dziurawy dach pokrył tymczasowo słomą .
W XIX w. budynek był znowu w stanie ruiny, więc proboszcz z pobliskiego Niedźwiedzia ks. Marcinkowski zamknął obiekt i „przeniósł nabożeństwo do karczmy w 1839 r. zamienionej na kaplicę, w której odprawiano nabożeństwa przez lat cztery”. Karczma należała do plebana. Po 1854 roku ksiądz Antoni Powązka dobudował sygnaturkę, dach pokrył gontem i uporządkował cmentarz przykościelny .
W latach 1885–1886 dzięki fundacji miejscowego dziedzica Cypriana Bzowskiego budynek odrestaurowano, przedłużono korpus, a w 1935 dobudowano kaplicę Najświętszego Serca Pana Jezusa po stronie północnej. W 1975 roku przeprowadzono prace konserwatorskie .

## Architektura
Pierwsza budowla posiadała cechy gotyckie, które zatraciła w związku z przebudowami w latach następnych. Prezbiterium kwadratowe, węższe od nawy.

## Wyposażenie wnętrza
Wyposażenie wnętrza barokowe i rokokowe.
- rokokowy ołtarz główny z 2. poł. XVIII wieku[4];
- dwa ołtarze boczne – barokowe z obrazami: św. Magdaleny, autorstwa Wojciecha Gersona i Matki Bożej z Dzieciątkiem, w sukience późnobarokowej z 2. poł. XVIII wieku[3] ;
- obrazy Koronacji Matki Bożej i św. Izydora, pędzla Wojciecha Gersona[5];
- w przedsionku, w herbie gryf znajduje się płaskorzeźba przedstawiająca smoka[3] . W wyniku częstego czyszczenia i malowania kamienny gryf nie ma skrzydeł i tylnej nogi[2] .

## Dzwonnica
Drewniana dzwonnica konstrukcji słupowej stojąca na cmentarzu przykościelnym, pochodzi z 1740 roku.